# Anders Colsefni
Anders Colsefni, pseudonimo di Andy Rouw (Des Moines, 15 aprile 1972), è un cantante e percussionista statunitense, noto per essere stato il primo cantante del gruppo musicale alternative metal Slipknot, con i quali pubblicò Mate. Feed. Kill. Repeat..
Anders ha fondato i Painface partecipando a un album e a due EP, e ha fatto parte dei Body Pit insieme a Mick Thomson, Paul Gray e Donnie Steele. È molto amico di Sid Wilson conosciuto anche sotto il nome di DJ StarScream.

## Biografia
Nato a Des Moines, nell'Iowa, è stato il primo cantante nonché percussionista degli Slipknot. All'interno del gruppo, il cantante era solito esibirsi senza la maschera. Colsefni era accompagnato dalla seconda voce Corey Taylor dal 1997.
Anders durante un concerto ha strappato dalla maschera di Shawn Crahan un pezzo di nastro isolante per far spettacolo. Quando Anders scoprì di aver fatto male a Shawn, decise di mettersi quel nastro sul volto per tutti i suoi concerti.
Un anno dopo che Mate.Feed.Kill.Repeat fu pubblicato,nel 1997 entrò Corey Taylor e registrarono un altro demo chiamato “Crowz” che vede la partecipazione vocale sia di Anders che di Corey Taylor. “Crowz” presenta alcune tracce apparse già su Mate.Feed.Kill.Repeat però riproposte ad una velocità più veloce rispetto a quelle di Mate.Feed.Kill.Repeat e così la velocità verrà adattata meglio in seguito all'omonimo album degli Slipknot. Altre tracce di Crowz invece non apparvero mai in nessun altro lavoro ufficiale,furono solo eseguite in concerto.
Dopo Mate. Feed. Kill. Repeat. e “Crowz” gli Slipknot capirono che, per avere il giusto successo ed essere contattati da una casa discografica, avrebbero dovuto licenziare Colsefni e mantenere Taylor. La band però avrebbe voluto tenerlo come seconda voce e percussionista ma Colsefni rifiutò lasciando il gruppo. Nonostante questo, collaborò con il gruppo nel brano Purity, presente in Slipknot.
Colsefni è stato anche membro dei Vice Grip Throttle. Ha prodotto un demo e registrato un album nel dicembre 2005.

## Discografia

### Con gli Slipknot
- 1995 – "Demo 1995" (demo)
- 1996 – Mate. Feed. Kill. Repeat. (demo)
- 1997 – "Crowz" (demo)

### Con i Painface
- 1999 – Fleshcraft

### Con i Vice Grip Throttle
- 2005 – Vice Grip Throttle